# Len Blavatnik

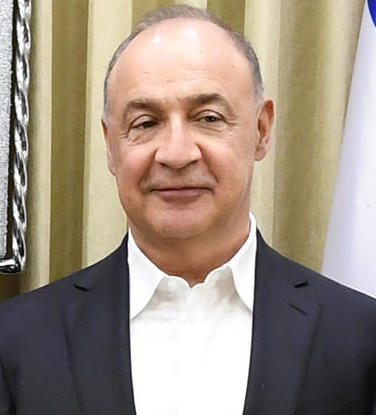
Leonard Blavatnik, 2018

Sir Leonard „Len“ Valentinovich Blavatnik, Kt (russisch Леонид Валентинович Блаватник; Leonid Walentinowitsch Blawatnik; * 14. Juni 1957 in Odessa, Ukrainische SSR, Sowjetunion) ist ein US-amerikanisch-britischer Oligarch jüdisch-ukrainischer Herkunft. Der Unternehmer, Investor und Philanthrop wanderte 1978 im Alter von 21 Jahren aus der Sowjetunion in die Vereinigten Staaten aus. Sein erstes Vermögen erwarb Blavatnik nach dem Zusammenbruch der Sowjetunion durch die Privatisierung staatlicher Aluminium- und Ölanlagen. Ihm gehört der größte Teil der Warner Music Group und er ist über sein privates US-Unternehmen Access Industries Holdings an mehreren börsennotierten Unternehmen beteiligt. Er bezeichnet sich selbst als Selfmade-Milliardär. Im November 2022 bezifferte Forbes Blavatniks Vermögen auf 32,7 Milliarden Dollar, womit er aktuell der 36. reichste Mensch der Welt ist.
Im Jahr 2017 wurde Blavatnik für seine philanthropischen Tätigkeiten von Königin Elisabeth II. zum Ritter geschlagen. Er lebt in New York und London.

## Familie und Studium
Blavatnik wurde in Odessa in eine jüdische Familie hinein geboren. Seine Eltern zogen nach Jaroslawl, einer russischen Stadt nördlich von Moskau, als er noch ein Kind war. Er begann ein Studium an der Staatlichen Universität für Verkehrswesen in Moskau, welches er aufgrund von seiner Familie gestellten Auswanderungsanträgen aber nicht beendete. 1978 emigrierte seine Familie aus der Sowjetunion in die Vereinigten Staaten. Nach seiner Einwanderung in die USA schloss er an der Columbia University ein Studium mit einem Bachelor of Arts (B.A.) sowie einem Bachelor of Science (B.Sc.) ab. Im Jahre 1989 schloss er die Harvard Business School mit einem Master of Business Administration (MBA) ab.

## Beteiligungen
Im Jahre 1986 gründete er seine Beteiligungsgesellschaft Access Industries. Das Unternehmen, in dem Blavatnik als Vorstandsvorsitzender und Präsident fungiert, hat seinen Sitz in New York. Access hat langfristig angelegte Beteiligungen in Europa sowie Nord- und Südamerika. Ursprünglich hatte Blavatnik direkt nach dem Niedergang des Kommunismus auf russische Investments gesetzt.
Mit seinem Studienfreund Wiktor Wekselberg gründete er 1991 die Access-Renova Holding. Die beiden schlossen sich schließlich Michail Fridmans Alfa Group an und bildeten die AAR (Alfa-Access-Renova). Seitdem hat Access sein Portfolio diversifiziert, um auch Investitionen in die Bereiche Öl, Unterhaltung, Kohle, Aluminium, Petrochemikalien und Plastik, Telekommunikation, Medien und Immobilien mit einzuschließen. 1996 wurde Tyumen Oil (TNK), einer der größten russischen Ölkonzerne, übernommen und 2003 in ein Gemeinschaftsunternehmen mit British Petroleum (BP) eingebracht (TNK-BP). In den 1990er Jahren beteiligten sich Wekselberg und Blavatnik an der russischen Aluminiumindustrie. Im Jahre 1996 bildeten sie daraus die Siberian-Urals Aluminium Company (SUAL), die im Februar 2007 mit RUSAL und Glencore zum größten Aluminiumkonzern RUSAL verschmolzen wurde.
Leonard Blavatnik ist zudem über die britische DAZN Group Hauptbeteiligter an dem Internet-Streamingdienst DAZN, der seit 2016 betrieben wird.
Im August 2005 beteiligte sich Access Industries mit 5,7 Milliarden US-Dollar am Chemiekonzern Basell Polyolefins von Royal Dutch Shell und BASF. Am 20. Dezember 2007 vollendete Basell die Übernahme des Chemiekonzerns Lyondell Chemical mit einem Unternehmenswert von schätzungsweise 19 Milliarden US-Dollar. Das entstandene Unternehmen LyondellBasell wurde daraufhin, basierend auf den Nettoumsätzen, der achtgrößte Chemiekonzern weltweit. Am 6. Januar 2009 meldete der US-Betrieb von LyondellBasell Konkurs an. Am 30. April 2010 trat LyondellBasell, sich nun in einer deutlich verbesserten finanziellen Position befindend, aus dem Schutz durch Chapter 11 heraus. Als Teil seiner Ausstiegsfinanzierung brachte LyondellBasell 3,25 Milliarden US-Dollar seiner Schulden mit oberster Priorität auf sowie ein Bezugsangebot über 2,8 Milliarden US-Dollar, welches gemeinschaftlich von Access Industries, Apollo Management und Ares Management garantiert wurde.
Der Aktienkurs von LyondellBasell in US-Dollar hat sich von April 2010 bis September 2014 verfünffacht. Access besitzt annähernd 14 % von LyondellBasell. Im Mai 2008 wurde ein Anteil von 18,94 Prozent an der Air Berlin übernommen. Diese Aktien wurden im Januar 2009 wieder verkauft. Im Mai 2011 erwarb Access Industries Warner Music Group für 3,3 Milliarden US-Dollar. Im Juni 2020 ging die Warner Music Group an die amerikanische Börse NASDAQ. Es war der größte Börsengang bis Juni 2020.

### Unterhaltungsindustrie
Im Jahr 2010 war Blavatnik einer der wenigen Bieter für Metro-Goldwyn-Mayer. Im Mai 2011 erwarb Access Industries die Warner Music Group für 3,3 Milliarden US-Dollar. Außerdem gehört Blavatnik das Unternehmen AI Film, eine unabhängige Film- und Produktionsfirma, welche Lee Daniels’ Film The Butler und den im Sommer 2015 veröffentlichten Film Mr. Holmes unterstützte.
Im Jahr 2016 startete Blavatnik Access Entertainment und kaufte James Packers Anteil an RatPac-Dune Entertainment. Im Jahr 2017 kaufte er auch einen Anteil von 24,9 % an Bad Wolf.
Berichten von April 2018 zufolge war Blavatnik einer der Meistbietenden beim Verkauf von Großbritanniens drittältestem Theater, dem Theatre Royal Haymarket. Quellen berichten, dass der Zuschlag bei rund 40 Millionen Pfund Sterling erfolgte.
Blavatnik tritt seit 2012 als Film- und Fernsehproduzent in verschiedenen Funktionen in Erscheinung. Er gehörte zu den Produzenten des zweiterfolgreichsten russischen Films aller Zeiten, T-34, der Anfang 2019 in die Kinos kam. Er war auch an Tetris und Der Meister und Margarita (2023) beteiligt.

## Mitgliedschaften
Blavatnik ist ein Mitglied des globalen Beirats des Center for International Business and Management der University of Cambridge, Mitglied des Beirats Dean's Advisors der Harvard Business School und Mitglied des akademischen Beirats der Universität Tel Aviv.

## Immobilien
Im Juli 2004 ersteigerte Blavatnik gegen ein Gebot des russischen Milliardärs Roman Abramowitsch für 41 Millionen Pfund Sterling (ca. 54 Millionen US-Dollar) ein Wohnhaus in 15a Kensington Palace Gardens. Das Wohnhaus wurde 1854 von James Knowles gebaut und hat zehn Schlafzimmer, neun Badezimmer, vier Empfangsräume.
Leonard Blavatnik kaufte zahlreiche Immobilien in New York City:
Im Jahre 2005 kaufte er das Ziegler House (2 East 63rd Street) für fast 31 Millionen US-Dollar.
Mitte 2007 kaufte er das Bronfman Townhouse für 50 Millionen US-Dollar und ein weiteres Cityapartment für 27 Millionen US-Dollar.

## Philanthropisches
Blavatnik, die Blavatnik Family Foundation und Access Unternehmen haben in den vergangenen 15 Jahren eine Vielzahl an kulturellen und philanthropischen Institutionen unterstützt und waren Hauptgeldgeber für zahlreiche größere Kunst- und Kultur-Ausstellungen, auch für das British Museum, die Tate Gallery of Modern Art (welche 2017 einen neuen Flügel Blavatnik Building nannte), das Royal Opera House, die National Portrait Gallery und das Museum of Modern Art.
Seit 2007 unterstützt die Blavatnik Family Foundation zusammen mit der New York Academy of Sciences den Blavatnik Preis für junge Wissenschaftler (Blavatnik Awards for Young Scientists). Der jährlich verliehene Preis ehrt die Leistungen von herausragenden jungen Wissenschaftlern aus den Bereichen Biowissenschaften, Physik und Ingenieurwissenschaften. Alle Finalisten erhalten ein beträchtliches Preisgeld. In den letzten Jahren unterstützt Blavatnik in Israel die Organisation Colel Chabad, die von ihrem Hauptquartier in Kirjat Mal’achi aus monatliche Lebensmittelpakete an ca. 5.000 arme Familien in 25 Städten des Landes verteilt. An hohen jüdischen Feiertagen werden bis zu 30.000 Familien in 73 israelischen Städten und Dörfern aus Mitteln der Food-Bank unterstützt.

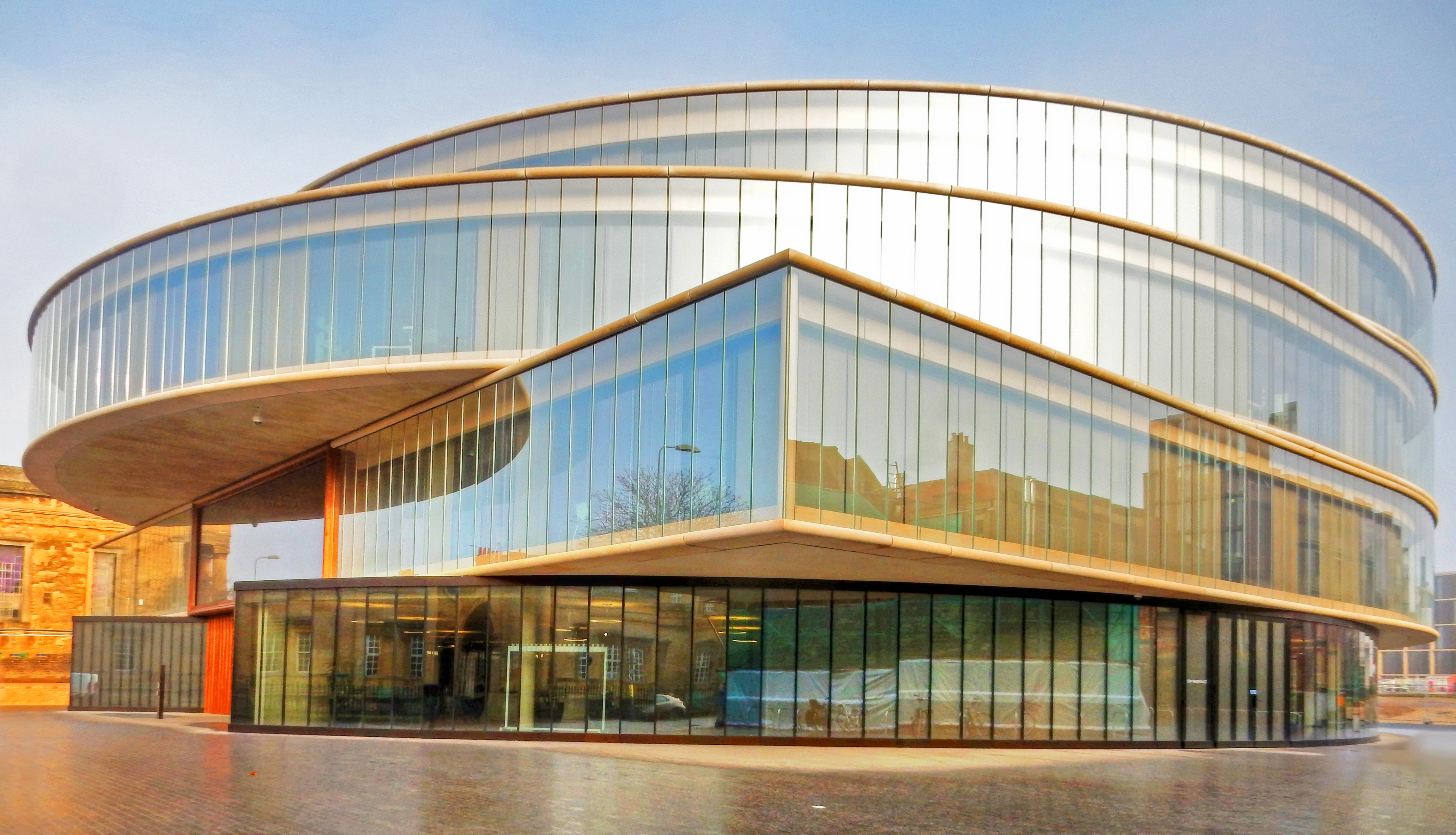
Blavatnik School of Government

Im Jahre 2010 kündigte Blavatnik die Stiftung von 75 Millionen Pfund an die Universität Oxford an. Dies ist eine der größten Spenden in der 900-jährigen Geschichte der Universität. Blavatnik deutete zudem die Möglichkeit an, die Summe mit der Zeit auf 100 Millionen Pfund zu erhöhen. Die Blavatnik School of Government nahm 2012 ihren ersten Jahrgang auf und die Universität begann einen Neubau unter Einsatz von 26 Millionen Pfund Eigenmitteln. Die Gebäude wurden vom Schweizer Architekturbüro Herzog & de Meuron geplant und im Sommer 2015 fertiggestellt. Erster Dekan der Schule ist die neuseeländische Professorin Ngaire Woods. 2013 verkündete die Harvard University, sie habe eine Spende über 50 Millionen Dollar von der Blavatnik Family Foundation erhalten, um die Gründungen von Unternehmen an der Universität zu sponsern. 2016 unterstützte Blavatnik die Fertigstellung des Eingangsbereichs des Victoria & Albert Museum, der vom Londoner Büro AL_A der Architektin Amanda Levete geplant wurde. 2018 gab die Harvard Medical School eine Spende von Blavatniks Stiftung in Höhe von 200 Millionen US-Dollar zur Förderung der Forschung, für Investitionen in die Datenwissenschaft sowie zur Schaffung von subventionierten Laborräumen für Biotech-Startups bekannt. 2018 veröffentlichte die School of Engineering and Applied Science der Columbia University eine Spende von Blavatniks Stiftung zur Finanzierung technischer Innovationen im Gesundheitsbereich. Im Dezember 2020 spendete Blavatnik 10 Millionen Pfund für die Renovierung des Courtauld Institute of Art.
Im Dezember 2021 spendete Blavatnik die Hälfte der 15 Millionen Pfund, die erforderlich waren, um den Verkauf und die Auflösung der Honresfield Library auf dem freien Markt zu verhindern. Die ursprünglich von den Industriellen William und Alfred Law aus Lancashire gegründete Sammlung umfasst Manuskripte der Geschwister Brontë, Briefe von Jane Austen und handgeschriebene Gedichte von Robert Burns.
Im Februar 2022 leistete Blavatnik einen Beitrag in Höhe von mehreren Millionen Pfund an das Imperial War Museum in London. Das Geld wird für die Einrichtung der Blavatnik-Galerien für Kunst, Film und Fotografie verwendet.

## Politisches
Im US-Präsidentschaftswahlkampf 2008 hat er Barack Obama mit 30.800 US-Dollar unterstützt. Im US-Präsidentschaftswahlkampf 2012 hat er Obama und seinen republikanischen Herausforderer und früheren Gouverneur von Massachusetts, Mitt Romney, unterstützt.
Blavatnik ist Unterstützer der Republikaner in den USA. Von 2015 bis 2016 spendete er insgesamt 7,35 Millionen US-Dollar an sechs Politiker der Republikaner, einschließlich des Senators von South Carolina, Lindsey Graham, des Senators von Florida, Marco Rubio, und des Senators von Arizona, John McCain. Im Februar 2016 spendete Blavatnik über 1 Million US-Dollar an eine republikanische Anti-Donald-Trump-Gruppe. Des Weiteren spendete er 1 Million US-Dollar an das Komitee für die Inauguration von Donald Trump.
Im August 2017 schied der Politikwissenschaftler Bo Rothstein aus Protest an Blavatniks Politik aus der Blavatnik School of Government aus.
Blavatnik und seine amerikanische Frau Emily spendeten auch an die Kandidaten der Demokratischen Partei, Kamala Harris, Chuck Schumer, Andrew Cuomo, Hillary Clinton und Kathy Hochul.
Im Jahr 2017 wurde Blavatnik in einem Bericht von Sonderermittler Robert Mueller im Zusammenhang mit russischen Spenden an die amerikanische Regierung erwähnt, nachdem bekannt geworden war, dass zwei Regierungsmitglieder der Regierung Trumps Lobbyisten bei Blavatniks Access Industries waren. Seit April 2016 steuerte Blavatnik 383.000 US-Dollar zum Republican National Committee und 1 Million US-Dollar zu Trumps Inauguration Funds bei. Allerdings spendete er nie direkt an Trumps Wahlkampagne. 2020 spendete Blavatnik 5.200 US-Dollar für die Präsidentschaftskampagne von Pete Buttigieg und 5.600 US-Dollar für die Präsidentschaftskampagne von Joe Biden.

## Persönliches
Blavatnik ist mit Emily Appelson Blavatnik verheiratet. Sie haben vier gemeinsame Kinder. Ihm gehört ein denkmalgeschütztes Gebäude in Kensington Palace Gardens, welches einen geschätzten Wert von 200 Millionen Pfund Sterling hat. Er besitzt auch eine Residenz in Manhattan, die auf mehr als 250 Millionen US-Dollar geschätzt wird. Blavatnik ist ein Freund des  israelischen Premierministers Benjamin Netanyahu. Des Weiteren ist Blavatnik ein langjähriger Freund und Geschäftspartner des russischen Oligarchen mit ukrainischer Abstammung Wiktor Wekselberg. Blavatnik besitzt die britische und amerikanische Staatsbürgerschaft.